# Holopercna gerstaeckerii
Holopercna gerstaeckerii är en insektsart som först beskrevs av Bolívar, I. 1890.  Holopercna gerstaeckerii ingår i släktet Holopercna och familjen gräshoppor. Inga underarter finns listade i Catalogue of Life.